# Lac Constantin-Weyer

Le lac Constantin-Weyer est un lac dans le sud-est de la province canadienne du Manitoba. Il est situé entre la réserve de la Première Nation de Poplar River et le lac Winnipeg à l'ouest et la frontière avec la province de l'Ontario à l'est,  région comprenant de très nombreux lacs.
Le lac fait un peu plus de 2 km dans sa plus grande longueur et comporte de nombreuses îles. 
Il est nommé en l'honneur de l'écrivain français Maurice Constantin-Weyer qui vécut jeune adulte au Manitoba, où se déroule son roman Un homme se penche sur son passé qui obtint le prix Goncourt 1928.